# Maison de Diane de Poitiers
Pour les articles homonymes, voir Maison de Diane de Poitiers (Homonymie).
La maison de Diane de Poitiers est un édifice situé à Étampes, en France.

## Localisation
Le monument est situé dans le département français de l'Essonne, aux n°4 rue Sainte-Croix à Étampes.

## Historique
L'édifice est daté du XVIe, avec une date inscrite 1554 sur une lucarne dans la cour intérieure.
Il est appelé Hôtel Diane-de-Poitiers au XIXe siècle.
La maison accueille un musée en 1883 et une bibliothèque au XXe.
La maison est inscrite au titre des Monuments historiques depuis le 10 mai 1926. La porte Renaissance fait l'objet pour sa part d'un arrêté de protection depuis le 19 mai 1939.
La maison est destinée de nos jours au patrimoine.

## Architecture
La façade sur la rue est ajourée d'une grande porte cintrée à fronton rectangulaire ou attique, supporté par deux piliers terminés par des chapiteaux corinthiens et par des fenêtres ornées de fines sculptures, de cartouches et de motifs décoratifs du plus simple et du plus gracieux effet. À l'intérieur, un corps de bâtiment en aile sur la cour, est ajourée de quatre fenêtres, deux en plein cintre, deux en forme de lucarnes. La porte cintrée, flanquée de deux colonnes corinthiennes cannelées possède un bas-relief qui représente la « Descente de l'Esprit Saint sur les Apôtres », daté de 1554, probablement attribuable à Jean Goujon.